# Louise Logan
Louise Logan foi o pseudônimo principal de Gloria Goddard (Pensilvânia, 18 de fevereiro de 1897 - (?) 1978), escritora estadunidense.

## Biografia
Gloria Goddard casou, em 12 de abril de 1926, com o escritor estadunidense Clement Richardson Wood (1888 - 1950) (que escrevia sob o pseudônimo Alan Dubois), com quem participou na elaboração de alguns livros.
Sob o pseudônimo de Louise Logan, Gloria foi a criadora da personagem Susan Merton, enfermeira e espiã dos aliados na Segunda Guerra Mundial, que retratou em vários livros de aventura, os quais veicularam durante o período da guerra.

## Carreira literária
Contratos
Os contratos para os livros eram assinados na Arcadia House pelo editor Samuel Curl (ou sua esposa, Katherine), na presença de várias testemunhas, entre elas o marido de Gloria, Clement Wood
Susan Merton
“Talvez a mais interessante enfermeira de série de guerra foi a Susan da série Merton. (...) Seu segredo era que ela não era apenas uma enfermeira, mas também uma espiã para os aliados! O ponto alto da sua carreira pode ter sido em 1944, com “Nurse Merton in the Pacific”. Capturada pelos japoneses, a Enfermeira Merton escapou por convencer seus captores de que ela era efetivamente uma espiã, mas para os alemães. No ano anterior, em “Susan Merton, Desert Captive”, os alemães haviam capturado a enfermeira Merton na África, mas ela não foi capaz de convencê-los de que ela era japonesa. E Susan Merton, depois de dois volumes sobre problemas familiares, desapareceu em 1947”.
Coleção Susan Merton
- Susan Merton-Nurse, 1941
- Dr. Tam and Nurse Merton, 1941
- Nurse Merton-Army Spy, 1942
- Susan Merton-First Lieutenant, 1942
- Nurse Merton in the Caribbean, 1943
- Nurse Merton, Desert Captive, 1943
- Nurse Merton, Washington Assignment, 1943
- Susan Merton on the Home Front, 1944
- Susan Merton's Daughter, 1947

Outros
- Knovm Soldier, conto publicado no Plain Talk, novembro de 1929[13]
- Sacrifice, 1939

Em parceria com Clement Wood
- A Dictionary of American Slang[14]
- The Complete Book of Games[15][16]
- Games For Two (com Clement WOOD), 1937
- Let's Have A Good Time Tonight (com Clement WOOD), 1938
- Four Seek Love (com Clement WOOD), 1949

## Louise Logan no Brasil
- Mulher de coragem, volume 109 da Coleção Biblioteca das Moças, da Companhia Editora Nacional, trad. João Bussili, 1955
- Amor Entre as Nuvens, volume 110 da Coleção Biblioteca das Moças, da Companhia Editora Nacional, tradução de Gulnara Lobato de Morais[17][18]
- Susan Merton, Espiã (Susan Merton – Spy), volume 115 da Coleção Biblioteca das Moças, da Companhia Editora Nacional, tradução de Aluísio Arruda[19]
- Susan Merton nas Caraíbas, volume 118 da Coleção Biblioteca das Moças, da Companhia Editora Nacional, tradução de Jeanette Dente Mello Vianna.